# Coptochirus cognatus
Coptochirus cognatus är en skalbaggsart som beskrevs av Louis Albert Péringuey 1901. Coptochirus cognatus ingår i släktet Coptochirus och familjen Aphodiidae. Inga underarter finns listade i Catalogue of Life.